# Bosseye-Barabé
Ne doit pas être confondu avec Bosseye-Dogabé ou Bosseye-Étage.
Pour les articles homonymes, voir Barabé.
Bosseye-Barabé est une commune située dans le département de Gorom-Gorom, dans la province d'Oudalan, région du Sahel, au Burkina Faso.